# 課題研究 (教科工業)
課題研究とは、大学や高等学校での卒業研究を意味するが、工業高等学校に所属する主に最終学年の生徒が、その最終学年の1年間を通しておこなう研究および製作を指す場合もある。企業における技術者教育では、問題解決型教育 (problem based learning)、事業運営型教育 (project based learning) が課題研究に該当する場合がある。経済産業省では中核人材プロジェクトとして、課題研究型の技術者教育を行っている。ここでは、工業高等学校における最終学年での研究を詳しく解説する。
これは大学での卒業研究とはいささか趣が異なり、「物作り」の過程を学ぶ、という側面が大きい。また、グループでの共同研究の形を取ることも少なくない。テーマは決められておらず、制作物も物理的・論理的を問わないことから、夏休みの自由研究に近い特徴を持つ。
課題研究が授業の一環として取り入れられている高等学校（主に工業高校）では、最終学年で1-3単位（週1-3時間）が課題研究に割り当てられている。ほとんどの場合、完成（目標の完遂）だけが単位認定の対象ではなく、その過程も大きなウエイトを占める。

## 学習目標
課題研究では、すべて自分で考え、作り、工夫し、発表する。その過程で、以下のことを習得できることが狙いである。
- 「何をどうやって作りたいのか」を考え、まとめることによって目標設定の手法を取得する。
- あらかじめ作業計画を立てて作業を進めることで、プロジェクトの管理法を習得する。
- 予想外のアクシデントに遭遇した場合に、考え、そして工夫することで問題解決の手法を習得する。
- 今までに学んだ知識を活用して実際に一から制作物を作ることで「知識」を「技術」に変える。
- 制作物を発表することで、プレゼンテーションの手法を習得する。